# Aethelbald
Aethelbald z Mercji (zm. 757 w Seckington) – król Mercji (od 716), który został zwierzchnikiem wszystkich królestw anglosaskich pomiędzy rzeką Humber i kanałem La Manche.
Jego przewaga stała się możliwa po śmierci silnego króla Kentu Wihtreda (725) i abdykacji króla Wessexu Ine (726). W czasach panowania Aethelbalda Londyn przeszedł spod panowania Essexu pod kontrolę Mercji. Mimo tego, że był hojny dla Kościoła, został potępiony w liście (746 lub 747) Bonifacego i innych anglosaskich biskupów misyjnych w Niemczech za rozwiązły tryb życia i pogwałcanie praw kościelnych. W 749 uwolnił kościoły od wszystkich zobowiązań finansowych z wyjątkiem naprawy mostów i budowania umocnień obronnych. W aktach, które wydawał używał tytułu „król Brytanii”. Został zamordowany przez swoje sługi.